# Gamma Muscae

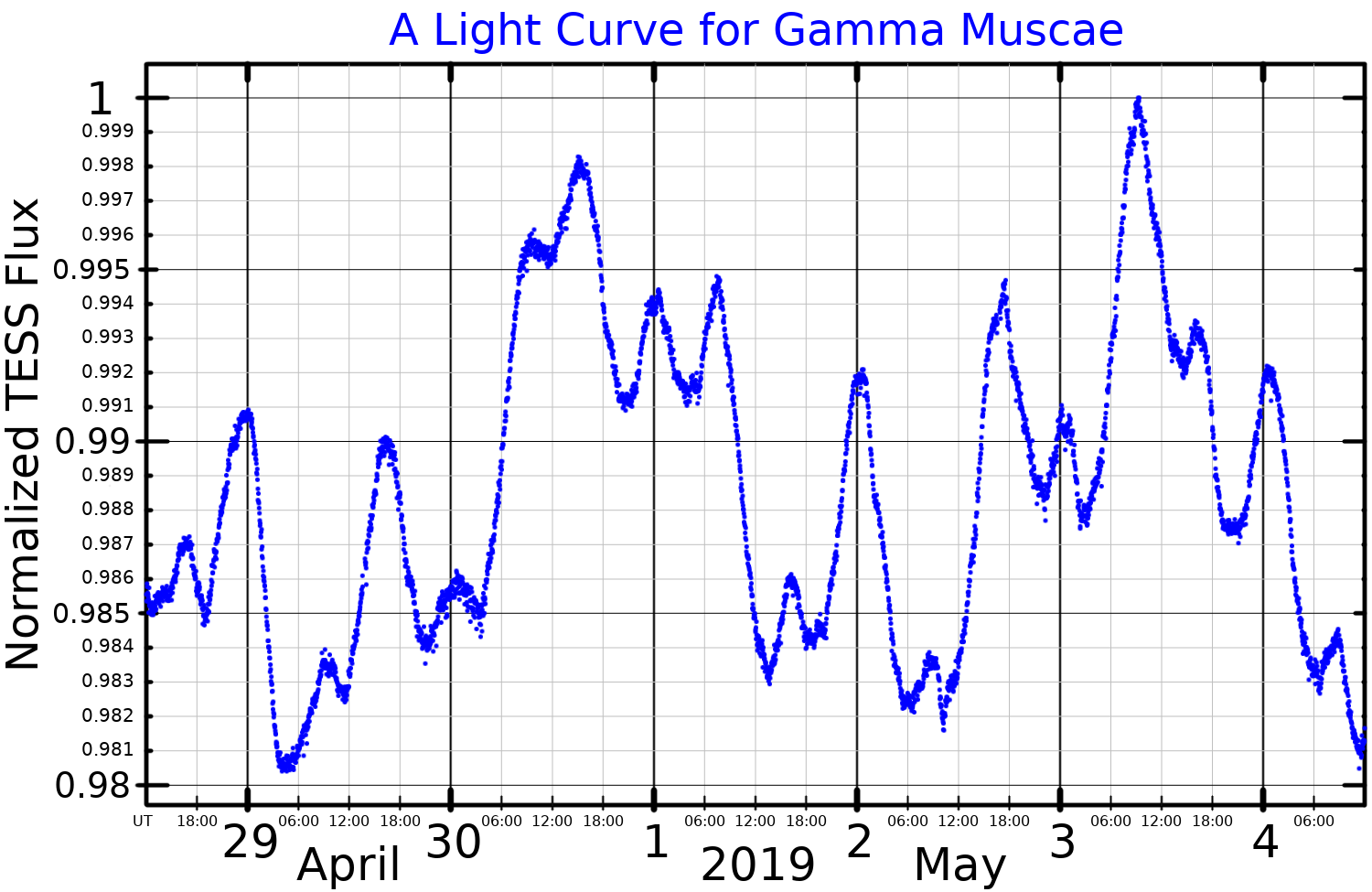
Una curva de luz para Gamma Muscae, trazada a partir de datos satelitales TESS.

Gamma Muscae (γ Mus / HD 109026 / HR 4773) es una estrella variable en la constelación de Musca.
De magnitud aparente +3,84, es la quinta estrella más brillante en la constelación, superada en brillo por α Muscae, β Muscae, δ Muscae y λ Muscae.
Se encuentra a 324 años luz de distancia del sistema solar.
Gamma Muscae es una estrella blanco-azulada de tipo espectral B5V y 15.500 K de temperatura efectiva. Está catalogada como estrella químicamente peculiar, es decir, presenta un contenido anómalo de ciertos elementos químicos. En concreto, es una estrella Bw —estrella con líneas débiles de helio—, clase de estrellas representada por α Sculptoris.
En la base de datos SIMBAD figura como estrella variable pulsante.
Con un radio de 3,3 radios solares, Gamma Muscae brilla con una luminosidad casi 800 veces superior a la del Sol.
Tiene una masa 4,8 veces mayor que la masa solar y su edad se estima en poco más de 80 millones de años. Forma parte del cinturón de Gould, anillo parcial de estrellas masivas muy calientes de reciente formación de unos 3000 años luz de diámetro.